# Bezirk Zastawna
Der Bezirk Zastawna (rumänisch Zastavna; ruthenisch: Zastawna) war ein Politischer Bezirk im Herzogtum Bukowina. Der Bezirk umfasste Gebiete im Norden der Bukowina. Sitz der Bezirkshauptmannschaft war die Kleinstadt Zastawna (Zastavna). Das Gebiet wurde nach dem Ersten Weltkrieg Rumänien zugeschlagen und ist heute Teil des ukrainischen Anteils der Bukowina im Südwesten der Ukraine (Oblast Tscherniwzi).

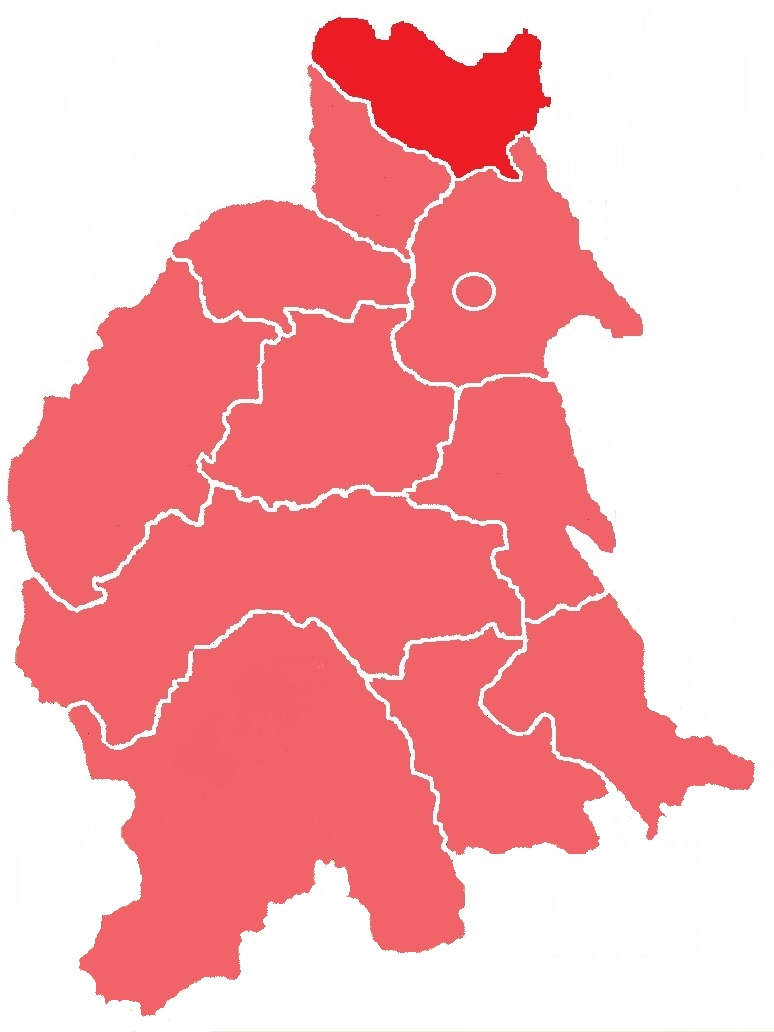
Lagekarte des Bezirks Zastawna innerhalb des Herzogtums Bukowina (1910)

## Geschichte
Die modernen, politischen Bezirke der Habsburgermonarchie wurden 1868 im Zuge der Trennung der politischen von der judikativen Verwaltung geschaffen. Das Gebiet des späteren Bezirks Zastawna gehörte ab 1868 zum Bezirk Kotzman, der aus den Gerichtsbezirken Kotzmann und Zastawna gebildet worden war. Per 1. Oktober 1905 wurde der Gerichtsbezirk Zastawna schließlich aus dem Bezirk Kotzmann ausgeschieden und zu einem eigenständigen Bezirk erhoben. Vor der Errichtung des Bezirks hatte der Gerichtsbezirk Zastawna bei der Volkszählung 1900 51.502 Einwohner umfasst und sich über ein Gebiet von 492,82 km² erstreckt. Der Gerichtsbezirk war überwiegend von Ruthenen besiedelt.

## Ortschaften
Auf dem Gebiet des Bezirks bestand 1910 ein Bezirksgericht in Zastawna, diesem waren folgende Orte zugeordnet:
Gerichtsbezirk Zastawna
- Zastawna